# أنجيليكا بيج
أنجيليكا بيج (بالإنجليزية: Angelica Page)‏، ولدت باسم أنجيليكا سو تورن في 17 فبراير 1964، هي ممثلة ومخرجة ومنتجة وكاتبة سيناريو أمريكية. وهي الابنة الوحيدة للممثلين ريب تورن وجيرالدين بيج. بدأت مشوارها الفني باسم أنجيليكا تورن، قبل أن تغير اسمها قانونيًا ومهنيًا إلى أنجيليكا بيج في سبتمبر 2011.  
انطلقت مسيرتها المسرحية عام 1993 من خلال إعادة إنتاج مسرحية آنا كريستي، ثم قدّمت أول ظهور سينمائي لها في فيلم لا أحد مغفل [الإنجليزية] (1994). وفي عام 1998، تألقت في بطولة مسرحية سايد مان، ونالت جائزة هيلين هايز [الإنجليزية] لأفضل ممثلة عن هذا الدور. لاحقًا، شاركت في أفلام بارزة مثل الحاسة السادسة (1999) والمنافس (2000)، وهو فيلم درامي سياسي.  
واصلت الظهور في العروض المسرحية خلال العقد الأول من القرن الحادي والعشرين، ثم عادت إلى برودواي عام 2012 بدور مساند في إعادة إنتاج مسرحية الرجل الأفضل. في عام 2015، جسّدت شخصية والدتها، جيرالدين بيج، في مسرحية السيرة الذاتية تيرنينج بيج، التي قامت بكتابتها أيضًا. من بين أعمالها السينمائية الأخرى الأشباح الجائعة (2009) لمايكل إمبيريولي، وفيلم الإثارة نيفر هير (2017).

## وصلات خارجية
- أنجيليكا بيج على موقع IMDb (الإنجليزية)
- أنجيليكا بيج على موقع أول موفي (الإنجليزية)
- أنجيليكا بيج على موقع قاعدة بيانات برودواي على الإنترنت (الإنجليزية)
- أنجيليكا بيج على موقع قاعدة بيانات برودواي على الإنترنت (الإنجليزية)
- أنجيليكا بيج على موقع قاعدة بيانات الفيلم (الإنجليزية)